# Pochwiak jedwabnikowy

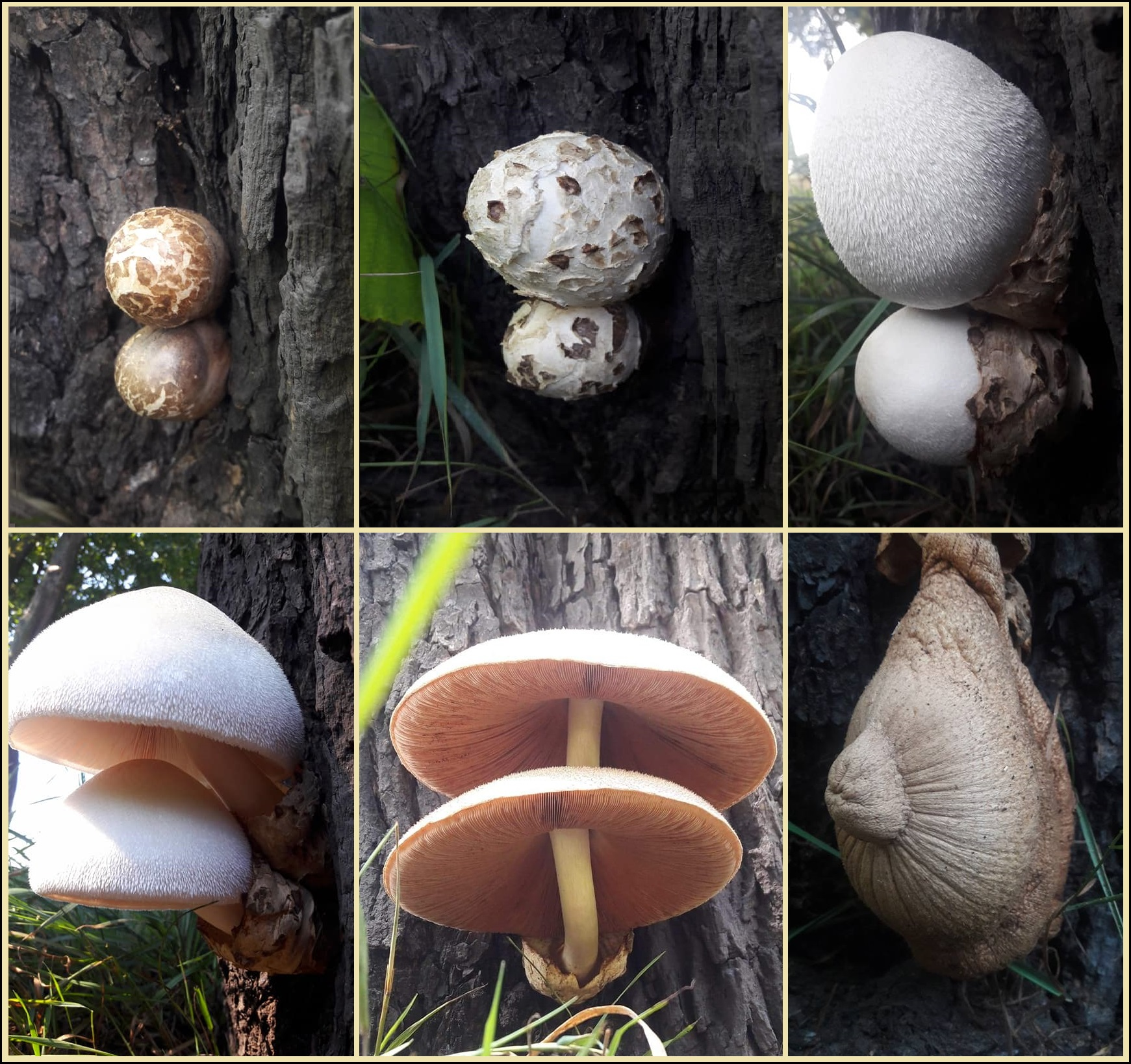
Pochwiak jedwabnikowy – kolejne fazy wzrostu

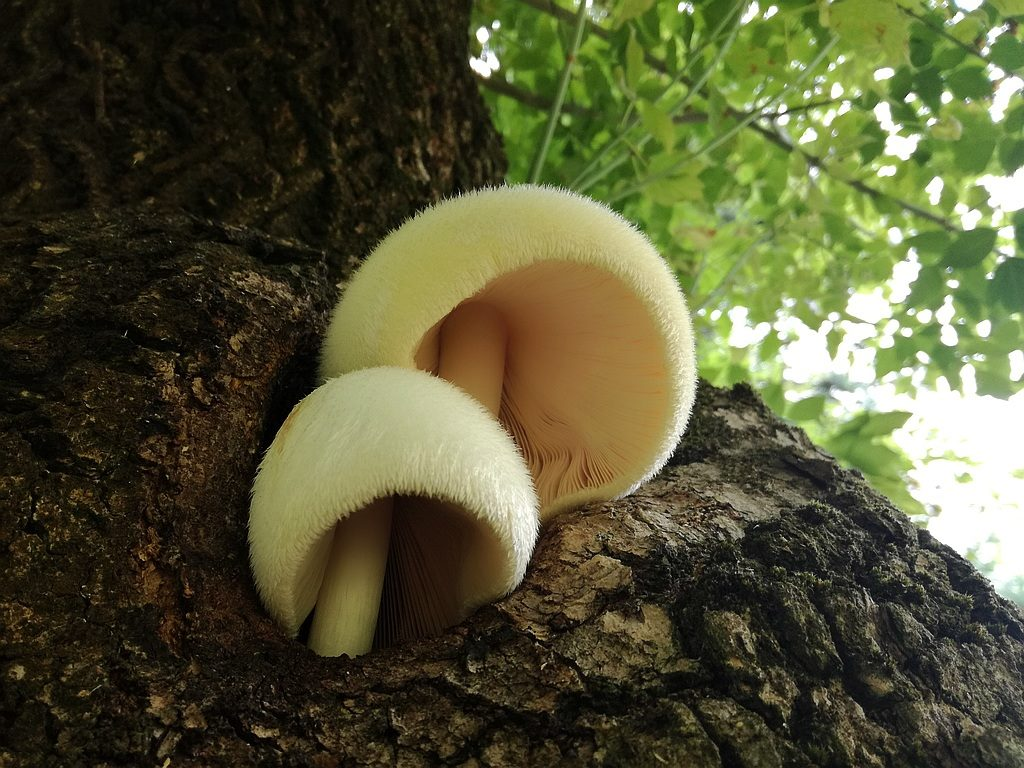
Pochwiak jedwabnikowy rosnący w dziupli na klonie jesionolistnym (Acer negundo)

Pochwiak jedwabnikowy (Volvariella bombycina (Schaeff.) Singer) – gatunek grzybów z rodziny łuskowcowatych (Pluteaceae).

## Systematyka i nazewnictwo
Pozycja w klasyfikacji według Index Fungorum: Volvariella, Pluteaceae, Agaricales, Agaricomycetidae, Agaricomycetes, Agaricomycotina, Basidiomycota, Fungi.
Po raz pierwszy takson ten zdiagnozował i opisał Jacob Christian Schäffer w roku 1774 nadając nu nazwę Agaricus bombycinus. Obecną, uznaną przez Index Fungorum nazwę nadał mu w 1949 r. Rolf Singer.
Synonimy naukowe: 
- Agaricus bombycinus Schaeff. 1774
- Amanita bombycina (Schaeff.) Pers. 1801
- Pluteus bombycinus (Schaeff.) Fr. 1836
- Volvaria bombycina (Schaeff.) P. Kumm. 1871
- Volvaria bombycina var. bombycina (Schaeff.) P. Kumm. 1871
- Volvariopsis bombycina (Schaeff.) Murrill (1911)
- Volvariella bombycina f. bombycina (Schaeff.) Singer 1951
- Volvaria flaviceps Murrill 1949
- Volvariella bombycina var. bombycina (Schaeff.) Singer 1951
- Agaricus bombycinus var. bombycinus Schaeff. 1774
- Agaricus denudatus Batsch 1783
- Agaricus bombycinus var. paludosus Lasch 1828
- Volvaria bombycina var. maxima Pilát 1933
- Volvariella bombycina var. flaviceps (Murrill) Shaffer 1957
- Volvariella bombycina var. microspora Dennis 1961
- Volvariella bombycina var. ciliatomarginata Desjardin & Hemmes 2001

Pierwszą nazwę polską, bedłka jedwabista, podał w 1876 roku Feliks Berdau. Obecną, uznaną przez Index Fungorum nazwę pochwiak jedwabnikowy, podali w 1968 roku Barbara Gumińska i Władysław Wojewoda. Wcześniej takson ten opisywany był również jako pochwiak jedwabisty oraz bedłka jedwabnikowa.

## Morfologia
Kapelusz
Średnicy 8–20 cm, biały lub żółtawy. Za młodu jajowato-dzwonkowaty, potem wypukły, z wiekiem prawie płaski. Barwy białawej i delikatnie żółtawej w centralnej części u starszych owocników. Brzeg kapelusza nie podwinięty. Powierzchnia sucha, pokryta delikatnymi, jedwabistymi, kremowymi lub jasnobrązowymi włókienkowatymi łuseczkami, wiszącymi z brzegu kapelusza.
Hymenofor
Blaszki barwy białej, z wiekiem przybierające kolor mięsno-różowy, szerokie, mieszane, wybrzuszone. Gęste i nie przyrośnięte do trzonu (wolne).
Trzon
Pełny, 6–20 cm długości i 0,7–2 cm średnicy. Mniej więcej równy, ale zwykle zwężający się nieco ku wierzchołkowi. Często zakrzywiony w celu ustawienia kapelusza w pozycji horyzontalnej, z powodu bocznego wzrostu na drewnie. Powierzchnia sucha, biała lub żółtawa, gładka i bez pierścienia. Nasada trzonu otoczona grubą pochwą, sięgającą do połowy jego wysokości. Początkowo jest ona biaława, z wiekiem żółknie i brązowieje, gładka, matowa.
Miąższ
Zwarty, ale delikatny, miękki, barwy białej, nie przebarwia się po uszkodzeniu. O lekkim zapachu rzodkwi. Smak łagodny, przyjemny.
Wysyp zarodników
Różowy. Zarodniki 6,5–9 × 4,5–7 μm, eliptyczne i gładkie.
Gatunki podobne
Charakterystycznymi cechami tego gatunku są: duże rozmiary, jasnokremowy, jedwabisto-łuseczkowaty kapelusz, głęboka pochwa, występowanie na zmurszałych drzewach liściastych. Podgatunek Volvariella bombycina var. flaviceps ma żółty kapelusz. Podobnym gatunkiem, również występującym na drzewach liściastych, jest pochwiak szarobrązowy Volvariella caesiotincta, który ma szaro-oliwkowe zabarwienie (niekiedy z błękitnym odcieniem), nieprzyjemnie ściągający smak, a jego miąższ ma zapach przypominający Geranium.

## Występowanie i siedlisko
Niezbyt częsty. Owocniki wyrastają od czerwca do października na żywych i martwych pniach, kłodach i korzeniach drzew liściastych. Bardzo często w dziuplach i rozpęknięciach, nawet wysoko nad ziemią. Lubi ciepło. W zasadzie występuje pojedynczo, ale spotykany jest niekiedy gromadnie. Można go spotkać w ogrodach, parkach, wzdłuż dróg, na drzewach z rodzaju: klon, topola, wierzba, lipa, buk, dąb. Obserwowany również na gatunkach takich jak: kasztanowiec zwyczajny, jesion wyniosły, orzech włoski czy robinia akacjowa. Znajduje się na Czerwonej liście roślin i grzybów Polski. Ma status R – Rzadkie (potencjalnie zagrożone).

## Znaczenie
Saprotrof. Nie jest pasożytem, i nawet jeśli rośnie na żywym drzewie, jest związany z martwym drewnem powstałym przez rozkład w szczelinach, dziuplach i zagłębieniach. Z powodu zapachu często wokół owocników krąży rój muszek.
Grzyb jadalny. Jednakże z uwagi na rzadkość występowania i walory smakowe nie wart konsumpcji.